# Kaneko (azienda)
Kaneko Seisakusho (金子製作所?), nota anche come Kaneko Co. Ltd. (カネコ株式会社?) e stilizzata come KANE<O nel logo societario, è stata un'azienda giapponese editrice e sviluppatrice di videogiochi, fondata nel 1980 a Suginami da Hiroshi Kaneko.
Ha pubblicato con il proprio marchio e/o per altre aziende videoludiche diversi videogiochi, tra cui Air Buster, Nexzr, Shogun Warriors, DJ Boy, Guts'n e la serie Gals Panic.

## Storia
Nata inizialmente per lo sviluppo, la costruzione e la vendita di macchine elettroniche ed attrezzature mediche, nel 1982 entrò nel mercato dei videogiochi come sviluppatore per la Taito Corporation, per poi produrre anche videogiochi con il proprio marchio a partire dal 1990.
Nell'estate del 1994 Kaneko chiuse la sua filiale negli Stati Uniti d'America ed annullò alcuni progetti di videogiochi in sviluppo, tra cui Fido Dido e Socks the Cat Rocks the Hill.
Nell'aprile del 2000 Kaneko subì una ristrutturazione finanziaria, fuoriuscendo dal mercato videoludico (eccetto il servizio di manutenzione) e trasferendo la propria sede a Shibuya.
Il 25 luglio 2001 Kaneko intentò una causa contro Hitachi Software Engineering riguardante la scheda Super Kaneko NOVA System, chiedendo un risarcimento di 1,52 miliardi di yen.
Il 12 agosto 2004 Kaneko ha dichiarato bancarotta; tuttavia il fondatore dell'azienda, Hiroshi Kaneko, dichiarò di voler proseguire l'attività.
Nel 2006 una causa civile minacciò di chiudere ufficialmente la Kaneko. Da allora non si hanno più notizie dell'azienda, presumendo che la sua attività sia cessata definitivamente.

## Videogiochi pubblicati

### Arcade
- Air Buster (1990)
- B.Rap Boys (1992)
- Blood Warrior (1994)
- Boggy '84 (1983)
- Bonk's Adventure (1994, versione arcade PC Genjin in Giappone and B.C. Kid in Europa)
- Cyvern: The Dragon Weapons (1998)
- DJ Boy (1989, concesso in licenza da Sammy in America e da SEGA in Giappone)
- Dr. Topple's Adventure (1987, co-sviluppato con Taito)
- Explosive Breaker (1992, Bakuretsu Breaker in Giappone)
- Fighting Roller (1983, pubblicato e distribuito da Williams con il titolo Roller Aces in USA)
- Fly Boy (1982, pubblicato e distribuito da Atari con il titolo Fast Freddie in USA) [5]
- Gals Panic (1990, pubblicato da Taito in Giappone, concesso in licenza da Inter in Corea del Sud)
- Gals Panic II (1993)
- Gals Panic 3 (1995)
- Gals Panic 4 (1996)
- Gals Panic S Extra Edition (1997)
- Gals Panic S2 (1999)
- Gals Panic S3 (2002, solo in Giappone)
- Go Go Mr. Yamaguchi (1985, concesso in licenza da Taito)
- Great 1000 Miles Rally (1994)
- Great 1000 Miles Rally 2 (1995)
- Guts'n (2000, sviluppato da Kouyousha)
- Heavy Unit (1988)
- Jan Jan Paradise (1996, sviluppato da Electro Design)
- Jan Jan Paradise 2 (1997, sviluppato da Electro Design)
- Jump Coaster (1983)
- Lady Master Of Kung Fu (1985, pubblicato da Taito)
- Kabuki Z (1988, pubblicato da Taito)
- Kageki (1988, pubblicato e distribuito da Romstar in USA)
- Prebillian (1986, co-sviluppato con Taito)
- Samurai Nipponichi (1985, pubblicato e distribuito da Magic Electronics con il titolo Samurai in USA)
- Red Clash (1981, distribuito da Tecmo)
- Tel Jan (sviluppato da Electro Design)
- The Berlin Wall (1991)
- The Kung-Fu Master Jackie Chan (1995)
- Magical Crystals
- Panic Street
- Sen-Know (線脳?) (1998, sviluppato da Kouyousha)
- Sengeki Striker (1997, co-sviluppato con Warashi)
- Shogun Warriors (1992)
- Super Qix (pubblicato e distribuito da Romstar in USA, co-sviluppato con Taito)
- VS Block Breaker (pubblicato con il titolo Saru Kani Hamu Zou in Giappone)
- Vs. Gong Fight / Ring Fighter (1984)
- Vs. Hot Smash (1987, co-sviluppato con Taito)
- VS Mahjong Otomeryouran (sviluppato da Electro Design)

### Game Boy
- Peetan / Pitan (ピータン?) (versione per Game Boy del gioco per MSX di Nippon Columbia)

### MSX
- Boggy '84 (1984) (sviluppato da Nippon Columbia)
- Jump Coaster (1984) (sviluppato da Nippon Columbia)

### NEC PC-9801
- GalPani (1995) (sviluppato da Creo I)
- GalPani II (1996) (sviluppato da Mycom)

### PC-Engine/TurboGrafx-16
- Air Buster (1990, sviluppato da Inter State, pubblicato da Hudson Soft con il titolo Aero Blasters)
- Heavy Unit (1989, sviluppato da Inter State, pubblicato da Taito)
- Nexzr (1992, sviluppato da Inter State e pubblicato da Naxat-Soft, seguito da una riedizione ampliata nel 1993 intitolata Summer Carnival '93: Nexzr Special)
- Star Parodier (1992, developed by Inter State, pubblicato da Hudson Soft)
- Super Star Soldier (1990, developed by Inter State, pubblicato da Hudson Soft)

### PlayStation
- Hiza no Ue no Partner: Kitty on Your Lap (1998)
- Silhouette Stories (1996)
- Zen-Nihon GT Senshuken Kai (1996)
- Zen-Nihon GT Senshuken Max-Rev (1997)

### Sega Game Gear
- Berlin No Kabe (1991) (sviluppato da Inter State)

### Sega Mega Drive
- Air Buster (1991, pubblicato in Giappone con il titolo Aero Blasters, sviluppato da Inter State)
- Chester Cheetah: Too Cool to Fool (1993, sviluppato da System Vision)
- Chester Cheetah: Wild Wild Quest (1993, sviluppato da Kaneko USA)
- Deadly Athlete (pubblicato al di fuori del Giappone con il titolo Power Moves per il Super NES e con il titolo Deadly Moves per il Sega Mega Drive)
- DJ Boy (1990, developed by Inter State)
- Heavy Unit: MD Special (1991, sviluppato da Funari e pubblicato da Toho)
- Kageki: Fists Of Steel (1991, sviluppato da Sage's Creation)
- Wani Wani World (1992, sviluppato da Inter State)

### Sega Saturn
- Gals Panic SS (1996)

### Sharp X68000
- Hishouzame / Flying Shark (1991)
- Kyukyoku Tiger / Twin Cobra (1993)

### Super Nintendo Entertainment System
- Chester Cheetah: Too Cool to Fool (1992, sviluppato da System Vision)
- Chester Cheetah: Wild Wild Quest (1994, sviluppato da Kaneko USA)
- Power Athlete (pubblicato al di fuori del Giappone con il titolo Power Moves per il Super NES e con il titolo Deadly Moves per il Sega Mega Drive)
- Zen-Nihon GT Senshuken: Hyper Battle Game (1995) (co-sviluppato con C.P. Brain e pubblicato da Banpresto)